# Drosophile
Pour l’article ayant un titre homophone, voir Drozophile.
Drosophila
Pour l'espèce la plus étudiée en laboratoire, voir Drosophila melanogaster.
Genre
Les drosophiles (du grec drosos : la rosée et philos : qui aime) forment un genre (Drosophila) d'insectes holométaboles diptères radiorésistants. Elles sont également désignées par le terme plus général de « mouches des fruits », ou « mouches à fruits » au Québec. Dans la littérature biologique contemporaine, le nom de genre seul est souvent employé pour désigner l'espèce Drosophila melanogaster, également appelée « mouche du vinaigre », la plus commune dans les laboratoires.

## Identification
L'espèce Drosophila melanogaster se reconnaît à son corps brun-roux et à ses antennes paraissant pectinées aux soies fourchues.
- Poids moyen : 0,54 mg.
- Taille : 2 à 4 mm de longueur.

## Biologie et distribution
Les drosophiles sont présentes sur quasiment toute la surface du globe. Visibles toute l'année, elles sont souvent importunes (par exemple : dans les fabriques de jus de fruits ou de confitures ou en brasserie où elles peuvent tomber dans les récipients et transmettre des micro-organismes. Elles sont attirées par les fruits dans lesquels elles pondent leurs œufs et où leurs larves se développent.
Les drosophiles ont un cycle de vie relativement court. Leur longévité ne dépasse pas les 30 jours à 29 °C et leur cycle de reproduction est d'environ 10 jours.

## Nom
Le nom « drosophile » est une adaptation scientifique moderne du grec δρόσος, drósos, « rosée », + φίλος, phílos, « qui aime ».
Plus particulièrement associée à l'espèce Drosophila melanogaster, l'appellation vernaculaire « mouche du vinaigre » (qui dément formellement l'expression usuelle selon laquelle « on n'attrape pas les mouches avec du vinaigre ») renvoie à son attirance pour les matières volatiles issues de la fermentation et pour le vinaigre.

## Utilisation
La drosophile la plus commune dans les laboratoires est Drosophila melanogaster, dont la facilité d'élevage a fait l'espèce modèle dans la recherche en génétique. Elle a d'ailleurs permis à Thomas Hunt Morgan et Hermann Joseph Muller d'établir la correspondance entre la carte génétique des mutations et la localisation chromosomique de celles-ci. Depuis, « la » drosophile est devenue un outil d'étude de nombreux processus développementaux et physiologiques, qu'elle permet d'analyser aux niveaux moléculaires et cellulaires.
Notamment, la drosophile est devenue un modèle génétique pour la compréhension des mécanismes de base du système immunitaire inné. Le biologiste et prix Nobel Jules Hoffmann a ainsi mis en évidence avec son équipe l'existence chez la drosophile de récepteurs Toll à certains champignons permettant d'activer la synthèse de certaines molécules antifongiques,. Cette découverte a participé à la mise en évidence de récepteurs Toll-like ou récepteurs de type Toll chez les mammifères, dont il est maintenant admis qu'ils jouent un rôle essentiel dans la réponse immunitaire innée chez les mammifères, et dans l'activation et l'orientation de la réponse du système immunitaire adaptatif.
Le génome de D. melanogaster est aujourd'hui entièrement  séquencé et annoté. Il a une taille d'environ 180 mégabases, distribuées sur 4 paires de chromosomes. Il comporte environ 15 000 gènes.
Outre Drosophila melanogaster, de nombreuses autres espèces, comme Drosophila simulans, sont également étudiées.

## Statut légal
Les mouches utilisées en laboratoire sont considérées comme des animaux domestiques en droit français, avec toutes les considérations légales que cela implique.

## Liste des espèces

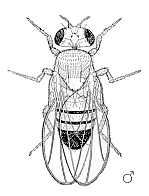
Drosophila melanogaster